# Плавання на літніх Олімпійських іграх 2024 — 800 метрів вільним стилем (жінки)
Змагання з плавання на 800 метрів вільним стилем серед жінок на літніх Олімпійських іграх 2024 відбулись 2 і 3 серпня на Арені Дефанс. 

## Рекорди
Перед змаганнями чинні світовий та олімпійський рекорди були такі:
| Світовий рекорд     | Кейті Ледекі (USA) | 8:04.79 | Ріо-де-Жанейро, Бразилія | 12 серпня 2016 | [ 2 ] |
| Олімпійський рекорд | Кейті Ледекі (USA) | 8:04.79 | Ріо-де-Жанейро, Бразилія | 12 серпня 2016 | [ 2 ] |

## Формат змагань
Змагання складаються з двох раундів: попередні запливи та фінал. Плавчині, що показали 8 найкращих результатів у попередніх запливах, виходять до фіналу. У тому разі, коли на останнє місце потрапляння до фіналу претендують дві чи більше плавчині з однаковим часом, передбачено перепливання.

## Розклад
Вказано центральноєвропейський час (UTC+1)
| Дата          | Час   | Раунд             |
| ------------- | ----- | ----------------- |
| 2 серпня 2024 | 10:00 | Попередні запливи |
| 3 серпня 2024 | 17:30 | Фінал             |

## Результати

### Попередні запливи
| Місце | Заплив | Доріжка | Плавчиня               | Країна              | Час     | Нотатки |
| ----- | ------ | ------- | ---------------------- | ------------------- | ------- | ------- |
| 1     | 2      | 4       | Кейті Ледекі           | США (USA)           | 8:16.62 | Q       |
| 2     | 2      | 6       | Пейдж Мадден           | США (USA)           | 8:18.48 | Q       |
| 3     | 2      | 5       | Аріарн Тітмус          | Австралія (AUS)     | 8:19.87 | Q       |
| 4     | 1      | 5       | Лані Паллістер         | Австралія (AUS)     | 8:20.21 | Q       |
| 5     | 1      | 3       | Ізабель Марі Ґозе      | Німеччина (GER)     | 8:20.63 | Q       |
| 6     | 2      | 3       | Сімона Квадарелла      | Італія (ITA)        | 8:20.89 | Q       |
| 7     | 1      | 6       | Еріка Фейрветер        | Нова Зеландія (NZL) | 8:22.22 | Q       |
| 8     | 1      | 2       | Анастасія Кирпичникова | Франція (FRA)       | 8:22.99 | Q       |
| 9     | 1      | 4       | Лі Бінцзє              | Китай (CHN)         | 8:27.92 |         |
| 10    | 1      | 7       | Марія Фернанда Коста   | Бразилія (BRA)      | 8:32.20 |         |
| 11    | 1      | 1       | Ган Чінґ Хві           | Сінгапур (SGP)      | 8:32.37 | NR      |
| 12    | 2      | 2       | Їв Томас               | Нова Зеландія (NZL) | 8:33.25 |         |
| 13    | 2      | 7       | Айна Кешей             | Угорщина (HUN)      | 8:36.13 |         |
| 14    | 2      | 1       | Аґостіна Гайн          | Аргентина (ARG)     | 8:37.43 |         |
| 15    | 2      | 8       | Крістел Кобріх         | Чилі (CHI)          | 8:46.46 |         |
| 16    | 1      | 8       | Джаміла Булакбеч       | Туніс (TUN)         | 9:21.38 |         |

### Фінал
| Місце | Доріжка | Плавчиня               | Країна              | Час     | Нотатки |
| ----- | ------- | ---------------------- | ------------------- | ------- | ------- |
| 1     | 4       | Кейті Ледекі           | США (USA)           | 8:11.04 |         |
| 2     | 3       | Аріарн Тітмус          | Австралія (AUS)     | 8:12.29 | OC      |
| 3     | 5       | Пейдж Мадден           | США (USA)           | 8:13.00 |         |
| 4     | 7       | Сімона Квадарелла      | Італія (ITA)        | 8:14.55 |         |
| 5     | 2       | Ізабель Марі Ґозе      | Німеччина (GER)     | 8:17.82 |         |
| 6     | 6       | Лані Паллістер         | Австралія (AUS)     | 8:21.09 |         |
| 7     | 8       | Анастасія Кирпичникова | Франція (FRA)       | 8:22.80 |         |
| 8     | 1       | Еріка Фейрветер        | Нова Зеландія (NZL) | 8:23.27 |         |